# 앞으로 기우뚱
〈앞으로 기우뚱〉(前のめり 마에노메리[*])은 SKE48의 18번째 싱글이다.

## 개요
전작 〈코케티시 정체 중〉으로부터 약 5개월 만의 싱글이다.

## 수록곡

### TYPE-A
자켓 사진 (초회 한정반 표지):마츠이 레나
자켓 사진 (통상반 표지):고도 사키·사토 스미레·시바타 아야
자켓 사진 (뒷면):팀S 멤버 16명
CD
1. 前のめり / 앞으로 기우뚱
(작사: 아키모토 야스시 / 작곡: 스기야마 카츠히코 / 편곡: 와카타베 마코토)
2. 素敵な罪悪感 / 멋진 죄악감 - Team S
(작사: 아키모토 야스시 / 작곡·편곡: 노나카 “마사” 유이치)
3. 制服を着た名探偵 / 제복을 입은 명탐정 - 드리밍 걸즈
(작사: 아키모토 야스시 / 작곡·편곡: 이이다 키요스미)
4. 前のめり off vocal ver.
5. 素敵な罪悪感 off vocal ver.
6. 制服を着た名探偵 off vocal ver.

DVD
1. 前のめり Music Video
2. 素敵な罪悪感 Music Video
3. 특전 영상 〈신세대의 약동~Documentary of SKE48 7기 연구생~〉

### TYPE-B
자켓 사진 (초회 한정반 표지):마츠이 쥬리나
자켓 사진 (통상반 표지):아즈마 리온·오오바 미나·소다 사리나
자켓 사진 (뒷면):팀KII 멤버 17명
CD
1. 前のめり / 앞으로 기우뚱
2. 焦燥がこの僕をだめにする / 초조감이 이 나를 망친다 - Team KII
(작사: 아키모토 야스시 / 작곡: 우미노 카츠히사 / 편곡: 노나카 “마사” 유이치)
3. 制服を着た名探偵 / 제복을 입은 명탐정 - 드리밍 걸즈
4. 前のめり off vocal ver.
5. 焦燥がこの僕をだめにする off vocal ver.
6. 制服を着た名探偵 off vocal ver.

DVD
1. 前のめり Music Video
2. 焦燥がこの僕をだめにする Music Video
3. 특전 영상 〈미래로의 서장~Documentary of SKE48 드래프트 2기생~〉

### TYPE-C
자켓 사진 (초회 한정반 표지):고토 라라·후루하타 나오
자켓 사진 (통상반 표지):오오야 마사나·키타가와 료하·미야자와 사에
자켓 사진 (뒷면):팀E 멤버 18명
CD
1. 前のめり / 앞으로 기우뚱
2. 長い夢のラビリンス / 긴 꿈의 래버린스 - Team E
(작사: 아키모토 야스시 / 작곡: 슌류 / 편곡: 와카타베 마코토)
3. 制服を着た名探偵 / 제복을 입은 명탐정 - 드리밍 걸즈
4. 前のめり off vocal ver.
5. 長い夢のラビリンス off vocal ver.
6. 制服を着た名探偵 off vocal ver.

DVD
1. 前のめり Music Video
2. 長い夢のラビリンス Music Video
3. 특전 영상 〈2588일. Documentary of 마츠이 레나 (전편)〉

### TYPE-D
자켓 사진 (초회 한정반 표지):스다 아카리·타카야나기 아카네·타니 마리카
자켓 사진 (통상반 표지):에고 유나·키모토 카논·마츠무라 카오리
자켓 사진 (뒷면):마츠이 레나
CD
1. 前のめり / 앞으로 기우뚱
2. 2588日 / 2588일 - 마츠이 레나
(작사: 아키모토 야스시 / 작곡: 와타나베 사토시 / 편곡: 와카타베 마코토)
3. 制服を着た名探偵 / 제복을 입은 명탐정 - 드리밍 걸즈
4. 前のめり off vocal ver.
5. 2588日 off vocal ver.
6. 制服を着た名探偵 off vocal ver.

DVD
1. 前のめり Music Video
2. 2588日 Music Video
3. 특전 영상 〈2588일. Documentary of 마츠이 레나 (후편)〉

### 극장반
자켓 사진 (표지):〈앞으로 기우뚱〉 선발 멤버 19명
CD
1. 前のめり / 앞으로 기우뚱
2. 制服を着た名探偵 / 제복을 입은 명탐정 - 드리밍 걸즈
3. SKE48 18th Single Medley
4. 前のめり off vocal ver.
5. 制服を着た名探偵 off vocal ver.

## 선발 멤버

### 앞으로 기우뚱
(센터:마츠이 레나)
- 아즈마 리온, 에고 유나, 오오바 미나, 오오야 마사나, 키타가와 료하, 키모토 카논, 고도 사키, 고토 라라, 사토 스미레, 시바타 아야, 스다 아카리, 소다 사리나, 타카야나기 아카네, 타니 마리카, 후루하타 나오, 마츠이 쥬리나, 마츠이 레나, 마츠무라 카오리, 미야자와 사에

### 제복을 입은 명탐정
〈드리밍 걸즈〉 명의
(센터:쿠마자키 하루카)
- 잇시키 레나, 에고 유나, 오바타 유나, 카미무라 아유카, 키타가와 료하, 쿠마자키 하루카, 고도 사키, 고토 라라, 시라이 코토노, 스가와라 마야, 타카테라 사나, 타케우치 사키, 노지마 카노, 미즈노 아이리, 마츠모토 치카코